# David Blaine
Pour les articles homonymes, voir Blaine.
David Blaine (de son vrai nom David Blaine White), né le 4 avril 1973 dans le quartier de Brooklyn à New York, est un prestidigitateur et illusionniste américain spécialisé en close-up et en magie de rue. Il est également mondialement connu pour ses nombreuses performances à grand spectacle dans le domaine de l'endurance. Il détient dans ce domaine plusieurs records mondiaux et figure au Livre Guinness des records.
Donald Trump l'a aidé plusieurs fois à financer ses performances.[réf. nécessaire]
Il a pratiqué son art en privé pour des personnalités importantes du monde des arts et de la politique, ainsi que pour des causes humanitaires (Haïti, plusieurs hôpitaux). 
Depuis 2013 il figure dans la liste des 20 conférences TED les plus populaires. Il y raconte comment il est parvenu à retenir sa respiration pendant plus de 17 minutes en apnée statique sous l'eau avec inhalation d’oxygène pur. Cet exploit lui valut un record mondial, qui a été battu depuis.
Il a témoigné en faveur de la pop-star Michael Jackson lors de son procès le 25 mai 2005.

## Prouesses
- Le 5 avril 1999, Blaine s'est laissé enterrer dans un cercueil en plastique sur lequel a été placé un réservoir contenant 3 tonnes d'eau. Il y est resté 7 jours, sans manger et en ne buvant que quelques cuillerées à soupe d'eau par jour, avec pour seul moyen de communication avec l'extérieur un bouton d'alarme en cas d'urgence.
- Au mois de novembre 2000 sur Times Square à New York, Blaine est resté 62 heures pris dans un bloc de glace d'une température de -16°C, presque nu, sans aucun contact avec l'extérieur et donc sans rien manger ni boire.
- Entre le 5 septembre et le 19 octobre 2003, il est resté 44 jours enfermé dans un coffre en plexiglas suspendu 9 mètres dans les airs au-dessus d'un quai de la Tamise à Londres. Un tuyau relié au sol lui a simplement permis de boire 4,5 litres d'eau par jour. Au cours de cette expérience il a perdu 24.5 kg (25 pour cent de son poids initial), et son indice de masse corporelle est passé de 29,0 à 21,6.
- Le 22 mai 2002 à Bryant Park, New York, Blaine est resté pendant 35 heures debout au sommet d'une colonne de 30 mètres de haut et 56 cm de diamètre. Il n'était pas attaché et a dû lutter contre des vents violents et particulièrement froids pour un mois de mai. Il a conclu cet exploit en se laissant tomber sur une épaisseur de 3,7 mètres de caisses en carton, ce qui lui valut de légères blessures.
- Au mois de mai 2006, Blaine a été plongé dans une boule de 2,4 m de diamètre pleine d'eau (solution isotonique à 0,9 % de sel) devant le Lincoln Center à New York. Il y est resté sous l'eau sept jours et sept nuits, respirant et se nourrissant par des tubes. Au cours d'une interview dans The Howard Stern Show sur la radio par satellite Sirius, Blaine a expliqué que pour pouvoir rester 7 jours sans devoir déféquer, il avait jeûné pendant une semaine avant sa performance.
- Le 22 septembre 2008, Blaine s'est fait suspendre par les pieds, sans filet de sécurité, dans Central Park à New York. Il est resté ainsi 60 heures sans manger, ne descendant que quelques minutes une fois par heure pour être contrôlé par les médecins et s'étirer. Il se redressait de temps en temps, toujours suspendu par les pieds, pour boire un peu d'eau par un cathéter et restaurer la circulation. Après cette performance, il a essayé sans succès de battre le record mondial d'apnée statique en immersion. Il est arrivé à 7 minutes et 12 secondes[réf. nécessaire], à 3 minutes du record.
- Le 2 septembre 2020, il s'envole à 7600 mètres pendant près d'une heure au-dessus du désert d'Arizona, suspendu à une cinquantaine de ballons remplis à l'hélium. Surmontant le froid et la faible teneur en oxygène présents à cette hauteur, il s'est posé sans incident grâce à un parachute dorsal à la fin de son exploit[4].

Blaine a prononcé le discours inaugural de l'exposition Houdini qui s'est tenue au musée juif de New York au cours duquel il s'est référé à Harry Houdini, le célèbre prestidigitateur mort en 1926, comme son héros.

## Culture
La série South Park a utilisé David Blaine dans l'épisode Les Super Meilleurs Potes afin de porter un regard critique sur les magiciens, les religions et les sectes. Il est en effet présenté comme le gourou de la « Blainthologie ».
Le film Bookworm (en) met en scène le rôle de Strawn interprété par Elijah Wood, il y joue l'ex-partenaire de David Blaine, tombé dans l'oubli au moment de son accession à la célébrité.
En 2025, David Blaine est au centre de la série documentaire David Blaine : Aux frontières de l’impossible sur National Geographic, qui renforce son image d'explorateur des limites humaines dans la culture populaire.